# 주석 (회계)
주석(註釋, Footnotes, Notes, Disclosure)은 재무제표를 구성하는 5가지 요소 중 하나로, 다른 4개 보고서(재무상태표, 손익계산서, 자본변동표, 현금흐름표)를 더 잘 이해할 수 있도록 추가적으로 설명하는 것을 말한다. 재무제표 본문에 관련 주석번호가 표시되는 방식으로 이루어지며, 계량 정보와 비계량 정보가 함께 기재된다.